# 董洪运
董洪运（1956年11月—），男，山西洪洞人，中华人民共和国政治人物，曾任第十一届全国人大代表。山西师范大学政史系毕业，吉林大学行政管理专业在职研究生学历。

## 生平
1976年6月，加入中国共产党。历任中共山西乡宁县委副书记，浮山县委副书记、县长、县委书记，运城地区行署副专员，运城市委常委、常务副市长，吕梁市委副书记、市长等职。2008年当选为第十一届全国人大代表。2009年4月，调任中共忻州市委书记。
2014年12月29日，忻州市委书记董洪运涉嫌严重违纪违法正接受组织调查。2015年8月7日，被双开。2017年12月，山西省阳泉市人民检察院公布董洪运受贿、巨额资产来源不明案起诉书。检察机关指控，董洪运利用职务便利为他人谋取利益，非法收受、索要他人财物，共计4343万元人民币、620万元港币、76万美元、20万欧元，价值21万元人民币的购物卡，以及价值约127万元人民币的金条、书画等物品，另有价值6756万元人民币、76.6万欧元的个人财产不能说明来源。